# Парамошкин, Юрий Георгиевич
Юрий Георгиевич Парамошкин (род. 3 ноября 1937) — советский хоккеист, нападающий, чемпион мира и Европы (1963), заслуженный мастер спорта СССР (1991).

## Биография
Бо́льшую часть своих выступлений на чемпионатах СССР по хоккею Юрий Парамошкин играл за команду подмосковной Электростали, которая за это время несколько раз меняла название: ДК им. К. Маркса (1954—1956), «Электросталь» (1959—1964) и «Кристалл» (1967—1975). В 1972—1973 годах Парамошкин был играющим тренером «Кристалла». Кроме этого, он выступал за калининский МВО/СКВО (1956—1959), а также за московское «Динамо» (1964—1967), в составе которого он дважды завоёвывал бронзовые медали чемпионата СССР. Всего в чемпионатах СССР Парамошкин провёл 250 матчей, забросив 186 шайб (в том числе за московское «Динамо» — 109 матчей, 63 шайбы). Был лучшим бомбардиром чемпионата СССР 1960/1961 года (23 шайбы). Пять раз был включён в список лучших хоккеистов чемпионата СССР (1960, 1961, 1963, 1964, 1966).
В составе сборной СССР был на чемпионате мира 1963 года, где вместе с командой получил звание чемпиона мира и Европы по хоккею (правда, весь чемпионат он провёл в качестве запасного игрока). Всего за сборную СССР провёл 15 игр, забросив 11 шайб.
В 1991 году Юрию Парамошкину было присвоено звание заслуженного мастера спорта СССР.

## Роли в кино
В 1964 году Юрий Парамошкин принял участие в съёмках фильма «Хоккеисты» в качестве консультанта, а также дублёра актёра Вячеслава Шалевича. Через 10 лет сыграл эпизодическую роль в фильме Игоря Вознесенского «Жребий».

## Достижения
- Чемпион мира и Европы — 1963[1].
- Бронзовый призёр чемпионата СССР — 1966, 1967[1].
- Лучший бомбардир чемпионата СССР 1960/1961 года — 23 шайбы[12].
- Победитель Мемориала Брауна — 1964[4].
- Обладатель Кубка Ахерна — 1964[13].
- Обладатель Кубка Альберта Бонакосса — 1966[4].